# Omalogyra fuscopardalis
Omalogyra fuscopardalis is een slakkensoort uit de familie van de Omalogyridae. De wetenschappelijke naam van de soort is voor het eerst geldig gepubliceerd in 1992 door Rolán.